# Nitrilotrioctová kyselina
Nitrilotrioctová kyselina (NTA), též chelaton I, je derivát kyseliny octové, vzhledem bílý krystalický prášek.

## Vlastnosti
Roztoky jejích solí páchnou mírně po amoniaku, NTA se neprojevuje zápachem. Je to látka jedovatá, LD50 pro krysu činí přibližně 1 470 mg/kg živé váhy. Ve vysokých koncentracích je toxická pro ledviny, v ještě vyšších množstvích u pokusných zvířat vyvolává nádorové bujení (karcinogenita).

## Využití
Velmi snadno tvoří soli, které jsou velmi často využívané v praxi. NTA je účinným chelatačním činidlem (s kovy tvoří chelátové komplexy – cheláty). Používá se v analytické chemii jako komplexační činidlo, stejně jako její soli a kovové komplexy. Má velké průmyslové využití, zejména v pracích prostředcích nebo jako koncentrovaný roztok. Tekutá změkčovadla vody obsahují nitrilotrioctan sodný.
NTA je díky relativně malé molekulové hmotnosti, dobré schopnosti vázání vápníku, hořčíku a dobré biologické odbouratelnosti velmi účinným chelatačním činidlem pro použití v čisticích prostředcích. Z důvodu podezření na karcinogenitu se používání NTA omezuje. V kosmetice téměř není využívána. Ve většině přípravků pro neprofesionální uživatele je nahrazována sodnými solemi bezpečnějších chelatačních činidel GLDA (Glutamát N,N-diacetát sodný), MGDA (Methylglycinediacetát sodný) a dalšími.